# Just a Little Bit of You
"Just a Little Bit of You" là ca khúc của ca sĩ nhạc pop người Mỹ Michael Jackson từ album 1975 Forever, Michael. Album này là album thứ tư của Jackson, phát hành khi anh 16 tuổi. "Just a Little Bit of You" trở thành hit lớn của anh Jackson trong ba năm, đạt vị trí #23 trên Billboard Hot 100 và thứ 4 trên bảng xếp hạng Soul Singles. Nó do Edward Holland, Jr. sản xuất.

## Bảng xếp hạng
| Bảng xếp hạng (1975)                 | Vị trí cao nhất |
| ------------------------------------ | --------------- |
| U.S. Billboard Hot 100               | 23              |
| U.S. Billboard Hot R&B/Hip-Hop Songs | 4               |

## Sản xuất
- Hát chính: Michael Jackson
- Sản xuất: Brian Holland, Eddie Holland và Hal Davis